# Lukas Koch
Lukas Koch (Oschatz, Leipzig, el 30 de diciembre de 1980) es un modelo y presentador de televisión alemán.
Con solo quince años se traslada a Leipzig para finalizar el bachillerato. Durante sus estudios trabajó, entre otras cosas, en una institución para niños con discapacidad mental. Después de acabar el bachillerato, empezó a trabajar como modelo.
Lukas Koch combina la autenticidad, la soltura, y profesionalismo. Trabaja desde el año 2001 como presentador de televisión. Comenzó su carrera en el canal de música alemán VIVA y también ha trabajado en el canal para niños KIKA en la televisión alemana, donde también pudo profundizar en el trabajo editorial.
De 2001 a 2002 presentó Was geht ab?, Voll VIVA, Chartsurfer y Neu en el canal de música alemán VIVA.
En agosto de 2009, Lukas se mueve en temas más serios para adultos y presenta NEUES, un programa sobre tecnología e informática en el canal 3Sat.

## Trabajos como presentador de televisión
- 2009- : Presentador Neues (Magazin) en ZDF/3sat
- 2002-2009: Presentador Fortsetzung Folgt (Doku + Magazin) en KI.KA.
- 2002-2009: Presentador Kika Spezial en KI.KA.
- 2007-2008: Presentador Platz für Helden en KI.KA.
- 2004-2009: Presentador Kika Live en KI.KA.
- 2002-2006: Presentador Verabschiedungen und Spiel Boxx en KI.KA.
- 2005 : Presentador Berliner Beats en KI.KA.
- 2005 : Presentador Langer Samstag en MDR.
- 2005 : Presentador KI.KA Europashow en KI.KA.
- 2002-2003: Presentador Kikania en KI.KA.
- 2001-2002: Presentador Interaktiv, Nachtexpress,Was geht ab? en VIVA.